# Dziedzickia coheri
Dziedzickia coheri är en tvåvingeart som beskrevs av Lane 1954. Dziedzickia coheri ingår i släktet Dziedzickia och familjen svampmyggor. Inga underarter finns listade i Catalogue of Life.